# Novotroitske (Jersón)
Novotroitske (en ucraniano: Новотроїцьке; en ruso: Новотроицкое, romanizado: Novotroitskoye) es una ciudad ucraniana perteneciente al óblast de Jersón. Situada en el sur del país, forma parte del raión de Geníchesk y del municipio (hromada) de Novotroitske.
La ciudad se encuentra ocupada por Rusia desde febrero de 2022 en el marco de la invasión rusa de Ucrania.

## Geografía
Novotroitske está situado 164 km al sureste de Jersón y 119 km al suroeste de Melitópol. 

## Historia
El asentamiento fue fundado en 1816 con el nombre de Veliki Sarabulat (en ucraniano: Великий Сарабулат). En la década de 1860, el pueblo de Novotroitske surgió en el sitio del aúl de Sarabulat , que luego se convirtió en el centro del volost de Novotroitske del distrito de Dnipro en la gobernación de Táurida.
En enero de 1918, se estableció el poder soviético en el pueblo y en enero de 1932 se inició la publicación de un periódico regional. Novotroitske fue el centro del raión homónimo entre 1923 y julio de 2020.
Durante la Segunda Guerra Mundial, el pueblo fue ocupado en 1941 por las tropas alemanas que avanzaban.
Novotroitske ha tenido el estatus de asentamiento de tipo urbano desde 1958. Desde principios de 1974, funcionaba aquí una planta avícola, una planta de alimentos, una fábrica de mantequilla y queso y una planta de piensos compuestos.
El asteroide (8445) Novotroitskoye recibió su nombre del pueblo.
Hasta el 18 de julio de 2020, Novotroitske era el centro del raión de Novotroitske. El raión se abolió en julio de 2020 como parte de la reforma administrativa de Ucrania, que redujo el número de rayones del óblast de Jersón a cinco. El área del raión de Novotroitske se fusionó con el raión de Geníchesk.

## Demografía
La evolución de la población de Novotroitske entre 1886 y 2022 fue la siguiente:
| 1548                                                          | 7056 | 8226 | 10 853 | 12 545 | 11 865 | 10 726 | 10 595 | 10 647 | 10 535 |
| (Fuente: Cities & Towns of Ukraine y UKRAINE: Größere Städte) |      |      |        |        |        |        |        |        |        |

Según el censo de 2001, la lengua materna de la mayoría de los habitantes, el 83,62%, es el ucraniano; del 11,3% es el  ruso y del 1,18%, el romaní.

## Infraestructura

### Transporte
Novotroitske tiene acceso a la autopista P47, que conecta con Jersón. Se encuentra a 36 km de la estación Novoleksivka en la línea Melitópol-Dzhankói.